# The Little Patriot (film 1917)
The Little Patriot è un film muto del 1917 diretto da William Bertram.

## Trama
Dopo che a scuola il maestro ha letto ai bambini la storia di Giovanna d'Arco, la piccola Marie Yarbell torna a casa carica di entusiasmo patriottico. Convince suo padre ad arruolarsi e mette insieme ai compagni di gioco una "compagnia militare". Il vecchio e ricco Mullhouser che sta finanziando il progetto di un siluro, è toccato da quell'entusiasmo infantile e compera ai piccoli una bandiera per la loro compagnia.
Intanto la signora Yarbell, la madre di Marie, prende in casa Hertz, uno straniero, al quale affitta una stanza. L'uomo le dice di lavorare a un'importante invenzione per il governo e le chiede di non far entrare nessuno da lui. Marie, incuriosita, un giorno lo segue quando lui esce da casa con una valigia. Hertz si reca fino ai laboratori di Mullhouser, lancia una bomba e fugge. Marie rimane stordita dall'esplosione e Mullhouser, dopo averla trovata in stato di shock, la riporta a casa. Ritorna anche Yarbell, il padre di Marie: le spie sono catturate e Mullhouser è felice di scoprire che la bambina è sua nipote.

## Produzione
Il film fu prodotto dalla Diando Film Corporation.

## Distribuzione
Distribuito dalla Pathé Exchange, il film uscì nelle sale cinematografiche USA il 2 dicembre 1917. La Pathé Frères lo distribuì in Francia il 27 settembre 1918 con il titolo La Petite Patriote.